# Silvano Bini
Silvano Bini (Empoli, 16 aprile 1929) è un dirigente sportivo italiano.

## Biografia
È uno dei grandi dirigenti sportivi che hanno fatto la storia del calcio italiano, legando la sua attività e storia particolarmente a quella della società della sua città natale, Empoli.
Ha infatti lavorato ininterrottamente, per ben 49 anni, dal 1947 (quando aveva appena 18 anni) fino al 1996 nell'Empoli Football Club, società nella quale ha ricoperto praticamente ogni incarico, da Vice Segretario a Segretario, da Direttore Sportivo a Direttore Generale, e anche in qualità di Presidente.
Grande talent scout, ha scoperto molti giovani calciatori che poi sono approdati ai campionati maggiori e molti anche in Nazionale. Tra i tanti: Johnny Ekström, Antonio Di Natale, Vincenzo Montella, Fabio Galante, Eusebio Di Francesco. Suo più grande merito aver creato a Empoli quella organizzazione, cultura sportiva e attenzione ai giovani per cui l'Empoli è stata ed è tuttora rinomata nel panorama calcistico italiano.
Tuttavia, pur esaurito il suo lungo rapporto con l'Empoli, ha saputo continuare con grande dinamismo e grandi risultati la sua carriera, contribuendo ai successi di altre società. Nel club toscano gli succederà un giovane Fabrizio Lucchesi. Dal 1996 al 1998 collabora come consulente con il Genoa in Serie B.
Dal 1998 approda alla Pistoiese, in Serie C1, e subito centra la promozione in Serie B, con una squadra composta da numerosi giovani. L'anno successivo con gli arancioni conquista una salvezza partendo da -4, a causa di una sanzione comminata alla società toscana, in conseguenza del lancio di materiale pirotecnico durante la finale Play-off contro il Lumezzane.
Nel 2003 diviene direttore sportivo del Livorno (Serie B) e anche qui conquista subito una promozione in Serie A che nella città labronica mancava da ben 55 anni. Il suo rapporto con il club si interrompe nel 2005, per poi riprendere nel 2007, questa volta nella veste di Team Manager.
Nel 2008, a 79 anni, è ancora attivo e torna a dirigere la Pistoiese in qualità di Consulente Generale, con il presidente Massimiliano Braccialini. 
Anche suo figlio Alessandro è diventato un dirigente sportivo: è il segretario generale del Livorno, anche lui dopo l'esperienza a Pistoia durante presidenza di Luciano Bozzi.